# Paracanthopoma
Paracanthopoma is een monotypisch geslacht van straalvinnige vissen uit de familie van de parasitaire meervallen (Trichomycteridae).

## Soort
- Paracanthopoma parva Giltay, 1935